# Dallgow-Döberitz
Dallgow-Döberitz – gmina w Niemczech w kraju związkowym Brandenburgia, w powiecie Havelland.

## Geografia
Gmina Dallgow-Döberitz położona jest na zachód od aglomeracji Berlina, na trasie drogi krajowej B5.